# Vlag van Meerssen

vlag van de gemeente Meerssen

De huidige vlag van Meerssen werd op 28 oktober 1982 vastgesteld als de gemeentelijke vlag van de Limburgse gemeente Meerssen. Deze verving de eerste vastgestelde vlag uit 1961.

## Vlaggen

Eerste vlag van Meerssen (1961-1982)

### Huidige vlag
De huidige vlag is afgeleid van het gemeentewapen van 1982 en wordt als volgt omschreven:
De Broeking van twee banen, blauw en geel, met op het blauwe veld een gele lelie en op het gele veld een dubbelkoppige (zwarte) adelaar, de vlucht van twee banen, geel en blauw.
De vlag is een historische verwijzing naar Gerberga van Saksen aan wie Meerssen zijn ontstaan te danken heeft. Daarnaast verwijzen de vier vlakken naar de vier voormalige gemeenten Bunde, Geulle, Meerssen en Ulestraten. De Hoge Raad van Adel had de vlag ontworpen.

### Eerste gemeentevlag
Op 24 juli 1961 werd officieel de eerste gemeentevlag vastgesteld voor de toenmalige gemeente Meerssen. Deze bestond uit drie horizontale banen van gelijke hoogte in de kleuren blauw-geel-zwart. De kleuren van de vlag zijn ontleend aan die van het oude gemeentewapen. De vlag kwam voor wat betreft de kleuren en het patroon overeen met de vlag van Gelderland, maar had een iets andere hoogte-lengteverhouding, nl. 3:2.

## Verwante afbeeldingen

Wapen van Meerssen

Beek 
· Beekdaelen 
· Beesel 
· Bergen 
· Brunssum 
· Echt-Susteren 
· Eijsden-Margraten 
· Gennep 
· Gulpen-Wittem 
· Heerlen 
· Horst aan de Maas 
· Kerkrade 
· Landgraaf 
· Leudal 
· Maasgouw 
· Maastricht 
· Meerssen 
· Mook en Middelaar 
· Nederweert 
· Peel en Maas 
· Roerdalen 
· Roermond 
· Simpelveld 
· Sittard-Geleen 
· Stein 
· Vaals 
· Valkenburg aan de Geul 
· Venlo 
· Venray 
· Voerendaal 
· Weert